# پای (ویرجینیای غربی)
پای (به انگلیسی: Pie) یک منطقهٔ مسکونی در ایالات متحده آمریکا است که در شهرستان مینگو، ویرجینیای غربی واقع شده‌است. پای ۳۸۵٫۸۸ متر بالاتر از سطح دریا واقع شده‌است.